# Episodi di R.I.S. - Delitti imperfetti (quinta stagione)
La quinta stagione della serie televisiva R.I.S. - Delitti imperfetti è stata trasmessa in Italia dal 13 gennaio al 18 marzo 2009 su Canale 5, con 2 episodi a serata per 10 settimane consecutive, sempre di martedì (tranne l'ultima settimana, in cui è stata trasmessa di mercoledì).
| nº | Titolo                               | Prima TV Italia  |
| -- | ------------------------------------ | ---------------- |
| 1  | Il mistero del bosco                 | 13 gennaio 2009  |
| 2  | Libri pericolosi                     | 13 gennaio 2009  |
| 3  | Tiratore scelto                      | 20 gennaio 2009  |
| 4  | L'ultimo party                       | 20 gennaio 2009  |
| 5  | Il libro della setta                 | 27 gennaio 2009  |
| 6  | Una donna romantica                  | 27 gennaio 2009  |
| 7  | Legittima difesa                     | 3 febbraio 2009  |
| 8  | Legami                               | 3 febbraio 2009  |
| 9  | La casa degli Eletti                 | 10 febbraio 2009 |
| 10 | Percorso netto                       | 10 febbraio 2009 |
| 11 | L'ombra del padre                    | 17 febbraio 2009 |
| 12 | La vela insanguinata                 | 17 febbraio 2009 |
| 13 | Giustizia privata                    | 24 febbraio 2009 |
| 14 | Ultima lezione                       | 24 febbraio 2009 |
| 15 | L'essenziale è invisibile agli occhi | 3 marzo 2009     |
| 16 | Sbagli di piombo                     | 3 marzo 2009     |
| 17 | Animali assassini                    | 10 marzo 2009    |
| 18 | Melodramma                           | 10 marzo 2009    |
| 19 | I segreti della setta                | 18 marzo 2009    |
| 20 | A un passo dalla fine                | 18 marzo 2009    |

## Il mistero del bosco
- Diretto da: Fabio Tagliavia
- Scritto da: Francesco Balletta

### Trama
Tornati dalle vacanze, Venturi, Levi, Rinaldi, Ghirelli e De Biase si rimettono al lavoro. Prima di iniziare arriva un nuovo sottotenente: Flavia Yoshiko Ayroldi, scelta per le sue conoscenza in entomologia, lo studio degli insetti. Appena dopo le presentazioni arriva una chiamata: è stata trovata morta in un bosco la ventiduenne Valeria Baldini che era incinta di poche settimane. A seguito delle indagini si scopre che gli assassini sono in tre: i R.I.S. ancora non sanno che i tre fanno parte di una setta, probabilmente satanica. Michele Siciliano e Luciano Orlandi vengono arrestati e interrogati mentre il terzo, Federico Adorni, è in fuga. 
La squadra indaga anche sulla scomparsa di Clara De Vincenzi che verrà ritrovata dopo otto anni al largo di Lerici con Davide Ballestrieri, l’uomo che l’aveva rapita e che lei pensava fosse suo padre.
Giorgia sente al telegiornale che Andrea Gandin ha tentato il suicidio in carcere.
- Altri interpreti: Eleonora Albrecht (Valeria Baldini), Paolo Bessegato (padre di Clara), Leonardo Maddalena (Michele Siciliano), Christian Marazziti (Mottini), Mino Sferra (Davide Ballestrieri), Pier Maria Cecchini (avvocato Siciliano), Alessandro Borghi (Luciano Orlandi), Stefano Masciolini (fidanzato di Valeria), Carlotta Mazzoleni (Clara De Vincenzi), Silvia Mazzotta (madre di Clara), Marco Todisco (Jacopo Rinaldi).
- Ascolti Italia: telespettatori 5.853.000[1]

## Libri pericolosi
- Diretto da: Fabio Tagliavia
- Scritto da: Vinicio Canton

### Trama
Un parroco, Don Mariano, viene ritrovato morto insieme a Virginia Della Porta, una delle ragazze ospiti della comunità di recupero che dirigeva. La posizione in cui vengono ritrovati i corpi fa supporre gli inquirenti che il prete abusasse sessualmente della ragazza e questo fa indignare il generale Tosi che chiede a Venturi di far luce sul caso al più presto. Dopo severe indagini e depistaggi di alcuni membri della comunità in cerca di notorietà, la squadra viene a capo delle indagini: scopre che la responsabile dei delitti è Margherita Sivori, una ginecologa fresca di laurea, che faceva servizio di volontariato.
Al momento dell'arresto, si fa sempre più evidente la presenza di una diabolica setta: mentre viene portata via, la dottoressa si divincola e prima di suicidarsi dichiara ai R.I.S. che tanto non riusciranno a fermarli.
In parallelo la squadra indaga sulla morte della scrittrice Silvia Bertrand.
Rinaldi rivede la cognata Barbara appena esce dal carcere dopo aver scontato la pena. Giorgia invece fa visita a Gandin in carcere e gli offre aiuto.
- Altri interpreti: Giorgio Lupano (Andrea Gandin), Domenico Albergo (Don Mariano), Aurora Cancian (Adele), Maria Sole Mansutti (Margherita Sivori), Barbara Mautino (Barbara Rinaldi), Luca Catello Sannino (Fabrizio), Marco Todisco (Jacopo Rinaldi), Giuseppe Brindisi (se stesso).

## Tiratore scelto
- Diretto da: Fabio Tagliavia
- Scritto da: Laura Nuccilli

### Trama
I R.I.S. si occupano della morte di Tommaso Corcione, un ex-campione regionale di tiro a segno con armi da fuoco: la sua morte si rivela legata ad un altro omicidio avvenuto un anno e mezzo prima, quello di Paolo Carta per cui è stata condannata ingiustamente Roberta Meletti.
Nel frattempo arriva da Milano Veronica Gambetta, dottoressa esperta di sette richiesta dal procuratore Di Maio: prima di essere congedata da Venturi, esprime la sua convinzione che non si tratti di una setta satanica, bensì di persone a loro giudizio superiori alle altre. Nel frattempo muore la madre di Michele Siciliano, per un infarto legato alle precedenti vicende del figlio. Al suo funerale sarà presente, sempre controllato dai carabinieri, anche lo stesso figlio Michele, il quale viene convinto dal padre avvocato a costituirsi e a confessare tutto al capitano Venturi. Tuttavia Michele viene inseguito da un altro membro della setta, e i Carabinieri trovano il giovane morto.
- Altri interpreti: Sara Armentano (Roberta Meletti), Marco Brancato, Claudio Corinaldesi (Paolo Carta), Clara Galante (moglie di Corcione), Leonardo Maddalena (Michele Siciliano), Maria Sole Mansutti (Margherita Sivori), Donatella Salvatico (Fabiana Carta), Pier Maria Cecchini (avvocato Siciliano), Alessandro Borghi (Luciano Orlandi), Rosa Genovese (madre di Margherta Sivori), Esnedy Milan Herrera (amante di Corcione), Cristiana Tugnoli (Livia Siciliano).
- Ascolti Italia: telespettatori 5.339.000[2]

## L'ultimo party
- Diretto da: Fabio Tagliavia
- Scritto da: Alessio Billi e Massimiliano Griner

### Trama
I R.I.S. si occupano di un complicato omicidio avvenuto nell'ambiente dell'alta moda, quello di Renzo Di Bella. Intanto Venturi, durante le indagini sui due delitti collegati fra loro, cerca di capire con che tipo di setta ha a che fare: si risale a Federico Adorni, assassino di Michele e ora latitante, e grazie ad un indizio lasciato dal defunto ragazzo, il capitano trova un misterioso libro dal titolo "Gli Eletti", che sembra ispirare le azioni della setta. Venturi non riesce ad arrestare Adorni e non ottiene l'aiuto di Orlandi che non vuole fare la stessa fine di Siciliano. Intanto Rinaldi riesce ad essere trasferito alla territoriale di Verona per stare vicino alla cognata e al nipote mentre la Levi, ripresa da Venturi, fa fatica a stare lontana da Gandin.
- Altri interpreti: Giorgio Lupano (Andrea Gandin), Dar'ja Bajkalova (Adriana Babakova), Fabrizio Croci (fotografo Grechi), Gianni Nazzaro (Renzo Di Bella), Pier Maria Cecchini (avvocato Siciliano), Leonardo Maddalena (Michele Siciliano), Alessandro Borghi (Luciano Orlandi), Julija Majarčuk (Lenka Babakova), Simone Pieroni (Pietro Molinari), Sebastiano Rizzo (stilista Macchiavelli).
- Ascolti Italia: telespettatori 4.634.000[2]

## Il libro della setta
- Diretto da: Fabio Tagliavia
- Scritto da: Francesco Balletta

### Trama
Studiando il libro de "Gli Eletti", Venturi riesce a capire intenti e motivazioni della setta e risale all'autore nonché guru della setta, il professor Andreas Morbegno, il quale si è suicidato da non molto. Intanto i R.I.S. indagano su un omicidio avvenuto nel carcere minorile di Bologna, scoprendo che il caso coinvolge la 'ndrangheta calabrese dato che la vittima, Claudio La Cava, era il fratello di un latitante. Inizialmente la colpa ricade su Marcello Tieri, protagonista di una violenta colluttazione con la vittima nelle docce.
- Altri interpreti: Francesco De Rienzo (membro clan), Anna Ferzetti (dott.ssa Vittoria Mancinelli), Fabrizio Lombardo (Claudio La Cava), Cosimo Cinieri (Andreas Morbegno), Mimmo Basile (tipografo Ramboni), Gloria Coco (portinaia di Morbegno), Angelo Di Genio (Marcello Tieri), Marco Iermanò (Lucio Albanese), Francesco Reda (fratello di Claudio), Francesco Rossini (zio di Marcello).
- Ascolti Italia: telespettatori 5.357.000[3]

## Una donna romantica
- Diretto da: Fabio Tagliavia
- Scritto da: Mariangela Barbanente

### Trama
Indagando sull'omicidio di Valentina, una transessuale, Venturi scopre una melodrammatica vicenda di amore clandestino. Levi, Ayroldi e Spada si occupano invece della morte di tale Maresca.
Intanto vengono analizzati dei videotape della setta, che permettono di identificarne il covo. Ma quando i R.I.S. arrivano sul posto, ormai abbandonato, fanno un'agghiacciante scoperta: nel terreno sono sepolti i cadaveri di due neonati. Nel frattempo Giorgia viene sconvolta da una notizia: Andrea Gandin, il serial killer delle diciottenni, si è fatto uccidere mentre tentava la fuga dal carcere.
- Altri interpreti: Giorgio Lupano (Andrea Gandin), Maria Sole Mansutti (Margherita Sivori), Giovanni Vettorazzo (Leandro Perotto), Giuliano Oppes (bodyguard di Perotto), Vanesa Daniela Villafane (Valentina), Fabrizio Bordignon (Maresca), Pino Cormani (Antonio Sorrentino), Marco Zingaro (agente penitenziario).

## Legittima difesa
- Diretto da: Fabio Tagliavia
- Scritto da: Paolo Marchesini

### Trama
Mentre Giorgia decide di trasferirsi a Bari e lasciare definitivamente l'Arma dopo l'uccisione di Gandin, Venturi scopre con orrore che la setta alleva bambini malformati nati tutti dallo stesso padre, in una sorta di piano eugenetico. Viene identificata una ragazza, Giulietta Zaghis, figlia di un colonnello amico del generale Tosi e discepola della setta: i R.I.S. sperano di usarla per conoscere i piani del gruppo. 
Nel frattempo Rocchi e De Biase si occupano di un delicato caso di omicidio: il maresciallo rimane colpito da Stella Milanetto, una cantante sospettata di aver ucciso il marito Sandro Volpi.
- Altri interpreti: Marco Mario de Notaris (Stinco), Nathalie Rapti Gomez (Giulietta Zaghis), Paolo Persi (Sandro Volpi), Nicola Rondolino (amico di Volpi), Paolo Lorimer (dottor Gherardini).
- Ascolti Italia: telespettatori 5.139.000[4]

## Legami
- Diretto da: Fabio Tagliavia
- Scritto da: Barbara Petronio e Leonardo Valenti

### Trama
Giulietta Zaghis viene prelevata a casa e interrogata ma non risponde alle domande. 
La setta degli Eletti minaccia di attentare alla vita di un medico impegnato in attività umanitarie, il dottor Gherardini. Nel frattempo i R.I.S. cercano la password (civiltà 24-31) che permette di accedere al sito virtuale della setta. Venturi e i suoi seguendo la Zaghis trovano il suo fidanzato Lorenzo, anche lui un adepto, il quale tenta la fuga ma cade con la sua moto nel bosco.
Flavia Ayroldi, insieme a Spada e De Biase, deve risolvere un delicato caso di omicidio, nel quale la principale sospettata è una sua vecchia conoscenza: la sua ex fidanzata Giselle.
- Altri interpreti: Alessandro Adriano (Lorenzo), Tatjana Antipova (Adelina Lucescu), Marco Bonetti (colonnello Zaghis), Armando De Ceccon (avvocato Ciarroschi), Simone Fulciniti (Stefano Agnasi), Paolo Lorimer (dottor Gherardini), Milena Mancini (Giselle), Nathalie Rapti Gomez (Giulietta Zaghis), Martina Carpi (moglie di Zaghis).
- Ascolti Italia: telespettatori 4.716.000[4]

## La casa degli Eletti
- Diretto da: Fabio Tagliavia
- Scritto da: Mauro Casiraghi

### Trama
La squadra dei R.I.S. riesce ad entrare nella casa virtuale degli Eletti e infiltrarsi tra i discepoli. Entra così in contatto col sommo sacerdote, che definisce il suo progetto eugenetico. Si delinea così la possibilità di infiltrare nella realtà un membro della squadra: la scelta ricade su Flavia. Tuttavia Federico, l'assassino della setta, intuisce la trappola e riferisce al capo le sue intenzioni criminali. Giulietta nel frattempo decide di collaborare dato che è il tribunale degli Eletti ha deciso di eliminare Lorenzo.
Nel frattempo la squadra collabora con Marco Belisario dei ROS per trovare una donna rapita dalla malavita russa.
- Altri interpreti: Nathalie Rapti Gomez (Giulietta Zaghis), Vanni Bramati (Marco Belisario), Stefan Bendula (Stefan Kruge), Bruno Conti (complice di Kruge).
- Ascolti Italia: telespettatori 4.752.000[5]

## Percorso netto
- Diretto da: Fabio Tagliavia
- Scritto da: Alessio Billi e Massimiliano Griner

### Trama
La squadra è chiamata ad indagare sull'assassinio di un allenatore di cavalli, Paolo Bellomo.
Nonostante il piano per smascherare i piani degli "Eletti" fallisca, i carabinieri riescono a catturare Federico Adorni in ospedale mentre sta per uccidere Lorenzo dopo aver capito che Flavia era un’infiltrata. Adorni medita un colpo al cuore del R.I.S.: assassinare il procuratore Di Maio e il capitano Venturi. Il progetto riesce a metà: il procuratore viene ucciso durante un interrogatorio in carcere.
- Altri interpreti: Alessandro Adriano (Lorenzo), Giuseppe Antignati (padre di Francoise Guaraldi), Raffaello Balzo (Paolo Bellomo), Valentina Beotti (Liliana Di Rienzo), Roberto Libertini (collega di Bellomo), Roberto Santi (amico di Bellomo).

## L'ombra del padre
- Diretto da: Fabio Tagliavia
- Scritto da: Francesco Balletta

### Trama
L'autopsia sul corpo del procuratore Di Maio stabilisce che la morte è stata causata dal taglio al volto provocato dall'arma del delitto, un coltellino contenente una tossina letale, in grado di paralizzare tutti gli organi vitali. Ghirelli intanto identifica il programmatore del sito della setta, Dario detto “Dixie”. Anche se l'uomo si è ormai dato alla latitanza, alcune prove trovate in casa sua permettono di arrivare ad identificare il possibile capo della setta, Giacomo Adler, biologo e professore universitario, che viene arrestato.
Nel frattempo De Biase e la psicologa Gambetta si occupano dell’omicidio di Giulia Lupo, avvenuto a Villa Tossi, un centro di ricovero psichiatrico. Da subito viene sospettato Paolo Evangelista, un paziente del centro che conosce la dottoressa Gambetta. Le abilità scientifiche e psicologiche dei due si intrecciano per risolvere il caso, attraverso l'uso di un mezzo tutt'altro che convenzionale: l'ipnosi.
- Altri interpreti: Marco Mario de Notaris (Stinco), Francesco Grifoni (Paolo Evangelista), Maurizia Isabella Grossi (Federica Evangelista), Nathalie Rapti Gomez (Giulietta Zaghis), Caterina Silva (Giulia Lupo), Chiara Tomarelli (Teresa Bersagli), Alberto Gimignani (PM Pasinato), Federica Bianco, Emiliano Campagnola (direttore del laboratorio), Lorenzo degl'Innocenti (dottor Roversi), Daniele Pilli (Mouse).
- Ascolti Italia: telespettatori 4.418.000[6]

## La vela insanguinata
- Diretto da: Fabio Tagliavia
- Scritto da: Paolo Marchesini

### Trama
I R.I.S. scoprono che non è Adler il padre biologico dei bambini della setta bensì il professor Morbegno e che loro sono nati tramite fecondazione artificiale dopo la sua morte dato che il deposito di seme risale al 1994. Adorni non conferma al nuovo PM Pasinato il fatto che Adler sia il capo della setta.
De Biase indaga sulla morte, avvenuta su una barca a vela al largo di La Spezia, di un suo compagno di scuola al Liceo D’Oria di Genova, lo skipper Lanfranco Marchionni. Il maresciallo si decide a frequentare Stella Milanetto. Ghirelli invece, che ha un flirt con la dottoressa Gambetta, è alle prese con il caso di Adelmo Ridolfi, morto dopo aver ucciso il figlio Giuliano affetto da autismo.
- Altri interpreti: Riccardo Acerbi (Lanfranco Marchionni), Valentina Carnelutti (Stella Milanetto), Sandro Giordano (tenente Floris), Cinzia Molena (Daniela Terrasini), Stefano Molinari (Alfio Contini), Alberto Gimignani (PM Pasinato), Gianluca Bazzoli, Lucia Bendia (dottoressa), Massimo Brizi (Angelo Marchionni), Francesco Carnelutti (Adelmo Ridolfi), Valeria Ceci Nicolai (domestica di Ridolfi), Paolo Civati, Pascal Zullino (Giuliano Ridolfi).
- Ascolti Italia: telespettatori 3.678.000[6]

## Giustizia privata
- Diretto da: Fabio Tagliavia
- Scritto da: Mauro Casiraghi

### Trama
Riccardo Venturi viene sequestrato da un boss della camorra, Raffaele Alfieri, che chiede al capitano di scoprire chi sia l'assassino di suo figlio Antonio. Tutti sono impegnati nella sua ricerca, sperando di riuscirvi prima che il boss decida di eliminare una volta per tutte il capitano dei R.I.S. La colpa ricade sul clan rivale ma Venturi smaschera Vito Cerrone, braccio destro di Alfieri che lo uccide liberando poi il capitano.
Intanto Flavia Ayroldi, con l'aiuto della dottoressa Morandi, indaga su un cadavere mummificato trovato in un museo: si tratta dell’architetto Stefano Silvestri.
- Altri interpreti: Ivan Bacchi (Guido Timi), Valentina Carnelutti (Stella Milanetto), Alessandro Cremona (Vito Cerrone), Paolo Graziosi (Raffaele Altieri), Pier Paolo Palladino (Luciano Bruschi).
- Ascolti Italia: telespettatori 4.409.000[7]

## Ultima lezione
- Diretto da: Fabio Tagliavia
- Scritto da: Paolo Marchesini

### Trama
La setta degli "Eletti" compie una strage all'interno dell'Università: dalle indagini iniziali sembra che le vittime prese di mira siano quattro, ma successive indagini dimostrano che una delle vittime era un membro della setta. Nel frattempo Adler, capo carismatico della setta, viene scarcerato per insufficienza di prove. 
Venturi sospetta una fuga di notizie da parte della procura. 
Ghirelli e Flavia indagano sulla morte di un uomo in vacanza con la sua famiglia.
- Altri interpreti: Valentina Carnelutti (Stella Milanetto), Massimiliano Franciosa (Cesare Miuzzi), Pietro Ghislandi (ferramenta spacciatore), Christoph Huelsen (Manfred), Marit Nissen (moglie di Manfred), Emanuela Rossi (madre di Manolo D’Errico), Paolo Serra (professore universitario), Gianluca Bazzoli (Manolo D’Errico), Sebastiano Bianco (Saverio Montefusco), Paolo Civati, Laura Menegotto (studentessa), Andrea Montovoli (studente).

## L'essenziale è invisibile agli occhi
- Diretto da: Fabio Tagliavia
- Scritto da: Mariangela Barbanente e Antonio Cecchi

### Trama
Dopo la scarcerazione di Adler, Venturi cerca di far luce sul passato del filosofo ispiratore della setta, Morbegno, e scopre è stato amante della madre di Manolo D’Errico, membro della setta, e che il suo suicidio è stato in realtà un omicidio. 
Intanto De Biase, Ghirelli e Rocchi indagano sull'assassinio della rumena Diana e sulla scomparsa di sua figlia Alina.
- Altri interpreti: Emanuela Rossi (madre di Manolo D’Errico), Cosimo Cinieri (Andreas Morbegno), Rodolfo Castagna (testimone ceco), Massimo Dobrovic (Ioan Mirtea), Petra Faksova (Aleksandra), Corinne Jiga, Gloria Coco (portinaia di Morbegno).
- Ascolti Italia: telespettatori 5.494.000[8]

## Sbagli di piombo
- Diretto da: Fabio Tagliavia
- Scritto da: Francesco Balletta

### Trama
Venturi indaga sull’attentato terroristico ai danni del giudice Longo avvenuto vent'anni prima, di cui era stata ingiustamente accusata un’amica d’infanzia di Claudia Morandi, Loredana, finora latitante. 
Intanto Ghirelli e Ayroldi scoprono che l’apparente suicidio di un adolescente, Tommaso, un caso di cyberbullismo. 
La squadra del RIS, nel frattempo, è alla ricerca della “Terra Madre” della setta degli “Eletti”, luogo in cui è nascosto Adler. 
- Altri interpreti: Mario Opinato (Li Causi) Stefano Venturi (Alberto Borsi), Margherita Adorisio (madre di Tommaso), Andrea De Bruyn (Corsini), Dario Faiella (bullo di Tommaso), Anna Munafò (Eleonora), Pierfrancesco Poggi (padre di Tommaso).
- Ascolti Italia: telespettatori 4.937.000[8]

## Animali assassini
- Diretto da: Fabio Tagliavia
- Scritto da: Mauro Casiraghi

### Trama
Rocchi, Ayroldi e Gambetta indagano su uno stupratore seriale, che lascia un’unica traccia: un insetto con il suo DNA. Venturi, De Biase e il maresciallo Salis invece si occupano di un sub trafitto sott'acqua a Sestri Levante da un aculeo di un pesce: fatalità o omicidio? 
Mentre proseguono le indagini per individuare il covo della setta, Veronica Gambetta scopre di essere incinta: dopo le analisi fatte dalla Ayroldi però si evince che Adler è entrato di nascosto nella sua stanza, l’ha drogata e le ha praticato la fecondazione artificiale.
- Altri interpreti: Valentina Carnelutti (Stella Milanetto), Leonardo Petrillo (Iannozzi), Alberto Albertino (Gilberto), Antonella Britti (moglie di Gabriele), Daniele Cantalupo (maresciallo Salis), Antonio Cesari (cognato e amante di Gabriele), Vincenzo Crivello (Dario “Dixie”), Claudia De Luca (Emanuela Oliverio), Leonardo Ferrantini (Luigi), Simona Mastroianni (Patrizia Miccoli), Francesco Stella, Chiara Tomarelli (Teresa Bersagli).
- Ascolti Italia: telespettatori 5.274.000[9]

## Melodramma
- Diretto da: Fabio Tagliavia
- Scritto da: Paolo Marchesini

### Trama
Flavia e Vincenzo si occupano dell’omicidio del soprano Petra Sternheim, avvenuto sul palcoscenico del teatro Regio di Parma durante la rappresentazione del “Rigoletto”.
La setta sfida ulteriormente i R.I.S. inviando un filmato che mostra l’inseminazione artificiale, ma nel video c’è anche la traccia che permette a Venturi di identificare il covo degli “Eletti”. Venturi, Ghirelli e i ROS di Belisario si dirigono sul posto ma trovano lo stabile vuoto. Poco più avanti però trovano un rifugio nel quale un adepto controlla le telecamere di sorveglianza disposte lungo la strada; Venturi ferma Ghirelli sul punto di sparare all’uomo. 
- Altri interpreti: Lydia Biondi (Renata Germani), Valentina Carnelutti (Stella Milanetto), Beppe Chierici (anziano del paese), Cristina Odasso (Sara Schiavoni), Vanni Bramati (Marco Belisario), Alberto Albertino (Gilberto), Gianluca Bazzoli (Manolo D’Errico), Nadir Caselli (Erika Pessina), Vincenzo Crivello (Dario “Dixie”), Sergio Forconi (anziano del paese), Giulio Maria Furente (Eugenio), Nicoletta Maragno (Gisella Defilippis), Daniele Monterosi (Massimo Silvestrin).
- Ascolti Italia: telespettatori 5.077.000[9]

## I segreti della setta
- Diretto da: Fabio Tagliavia
- Scritto da: Luca Monesi

### Trama
De Biase e Ayroldi indagano sull'efferato omicidio di una casalinga, la moglie del promoter finanziario Mauro De Carlo. Il delitto sembra inspiegabile, ma le indagini scientifiche scoprono una triste storia di follia e solitudine.
Venturi rintraccia Elisa Lodetti, un’adepta scappata dalla setta che permette di far luce sulla vera personalità di Adler, mentre Ghirelli indovinando la password di Adler entra nel server informatico accedendo all’elenco di discepoli e adepti della setta. Tuttavia gli arresti andranno a vuoto.
- Altri interpreti: Valentina Carnelutti (Stella Milanetto), Paola Lavini (moglie di De Carlo), Sandra Toffolatti (Adele), Valentina Valsania (Elisa Lodetti), Corinna Lo Castro (Muriel Mazzola), Danilo Nigrelli (Mauro De Carlo), Claudio Alfredo Alfonsi (Berto), Gianluca Bazzoli (Manolo D’Errico), Nadir Caselli (Erika Pessina), Dario Ceruti (collega di Adele), Vincenzo Crivello (Dario “Dixie”), Giulio Maria Furente, Eleonora Siro (figlia di De Carlo), Chiara Tomarelli (Teresa Bersagli).
- Ascolti Italia: telespettatori 5.770.000[10]

## A un passo dalla fine
- Diretto da: Fabio Tagliavia
- Scritto da: Massimo Martella

### Trama
I R.I.S. riescono a fermare il piano finale della setta, che intendeva usare il gas nervino in un locale notturno per uccidere quante più persone possibili. Intanto Adler cerca di fuggire all'estero con uno yacht, ma i carabinieri riescono a fermare lui e gli altri membri della setta. Il generale Tosi si complimenta con la squadra per la conclusione dell’indagine. Ghirelli e la Gambetta decidono di tenere comunque il bambino. Venturi e la Morandi finalmente si baciano.
- Altri interpreti: Gabriele Bocciarelli (adepto di Adler), Valentina Carnelutti (Stella Milanetto), Corinna Lo Castro (Muriel Mazzola), Giuseppe Loconsole (capitano Fusco), Emanuela Rossi (madre di Manolo D’Errico), Riccardo Serventi Longhi (carabiniere), Valentina Valsania (Elisa Lodetti), Vanni Bramati (Marco Belisario), Gianluca Bazzoli (Manolo D’Errico), Nadir Caselli (Erika Pessina), Giulio Maria Furente (Eugenio).
- Ascolti Italia: telespettatori 5.214.000[10]